# Hans-Joachim Kanzler
Hans-Joachim Wolfgang Kanzler (* 15. November 1946 in Kölleda) ist ein deutscher Jurist; er war Vorsitzender Richter am Bundesfinanzhof.

## Leben
Kanzler wuchs in Bad Kreuznach auf und besuchte dort das Gymnasium an der Stadtmauer, an dem er 1966 das Abitur ablegte. Nach dem Studium der Rechtswissenschaft in Mainz und dem Zweiten Juristischen Staatsexamen trat Kanzler 1975 in die Finanzverwaltung Rheinland-Pfalz ein. An der Johannes Gutenberg-Universität Mainz wurde er 1979 mit der Arbeit Der einstweilige Rechtsschutz durch die Interlocutory Injunction im englischen Zivilprozeß zum Dr. iur. promoviert. Im selben Jahr wurde er Richter am Niedersächsischen Finanzgericht, von dem er 1984 für drei Jahre als Wissenschaftlicher Mitarbeiter zum Bundesfinanzhof (BFH) abgeordnet wurde. 1989 wurde Kanzler zum Richter am Bundesfinanzhof ernannt, wo er zunächst dem III. und XI. Senat, dann ab 1991 dem vor allem für die Einkommensbesteuerung von Personengesellschaften zuständigen[1] 
[1] Sachliche und persönliche Zuständigkeit nach dem Geschäftsverteilungsplan des BFH für 1991 (Stand 1. August 1991, BFHE 165 S. VII ff.).
IV. Senat angehörte. Von 2004 an war er Mitglied des Großen Senats und von 2006 bis zu seinem Eintritt in den Ruhestand Ende November 2011  Vorsitzender des VI. Senats des Bundesfinanzhofs. 2012 ist Kanzler als Rechtsanwalt of counsel in die Anwaltskanzlei Kanzler, Kern, Kaiser eingetreten.
Daneben war Kanzler seit 1981 Lehrbeauftragter für Steuerrecht an der Leibniz Universität Hannover und wurde dort 1996 zum  Honorarprofessor ernannt. Er hat zahlreiche Beiträge zur Unternehmens- und Familienbesteuerung veröffentlicht und ist als Mitherausgeber und Autor des Einkommensteuerkommentars Kanzler/Kraft/Bäuml/Marx/Hechtner/Geserich und des Handbuchs Bilanzsteuerrecht Prinz/Kanzler sowie als Mitautor in verschiedenen anderen Kommentaren zur Einkommenbesteuerung tätig. Kanzler ist Mitglied der Berliner Steuergespräche e.V., der Wissenschaftlichen Vereinigung für Familienrecht und gehörte bis Ende 2019 dem Wissenschaftlichen Beirat des Unternehmensnetzwerks Ernst & Young an.

## Schriften
- Der einstweilige Rechtsschutz durch die Interlocutory Injunction im englischen Zivilprozeß, Dissertation Universität Mainz, 1979
- Die Besteuerung von Ehe und Familie, DStJG 24 (2001), S. 417–462
- Der Schuss in Blaue – Einige Gedanken zum Experimentalgesetz im Steuerrecht, in: Festschrift für Arndt Raupach zum 70. Geburtstag, Köln 2006, S. 49–65
- Rechtsprechungskontinuität und -wandel. Ein Beitrag zum judiziellen Vertrauensschutz, FS Wolfgang Spindler 2011 S. 265–278
- Beiläufiges über Beiläufiges - Das obiter dictum in der Rechtsprechung des Bundesfinanzhofs, DStR 2013, S. 1505–1509